# Río Tala
Le Río Tala ou Río Del Tala est une rivière du nord-ouest de l'Argentine, qui coule dans les provinces de Salta et de Tucumán. C'est l'une des deux branches-source du río Dulce - branche occidentale ou de droite -, avec le río Candelaria (branche orientale). Il fait donc partie du bassin endoréique de la Mar Chiquita.

## Géographie
Il naît dans les Cumbres de Santa Barbara, petite chaîne montagneuse qui prolonge les Monts Calchaquís vers le nord. Il constitue sur presque tout son parcours la frontière entre les provinces de Salta au nord et de Tucumán au sud. 
Le cours du Río Tala s'effectue droit vers l'est. En fin de parcours, il s'oriente vers le sud et conflue rapidement avec le río Candelaria pour former le río Dulce.

## Les débits mensuels à la station du barrage d'El Brete
Le río Tala a un régime permanent de type pluvio-nival, avec un débit maximal pendant les mois d'été. 
Les débits de la rivière ont été observés durant 1 an (1949) à la station hydrométrique du barrage d'El Brete, et ce pour une superficie étudiée de 640 km2, soit plus ou moins 90 % de la totalité du bassin versant. La faible durée d'observation implique que les chiffres suivants sont purement indicatifs. Ils sont cependant confirmés par les autorités de la province de Tucumán qui estiment le débit annuel moyen de la rivière à 6 000 L/s.
Le débit annuel moyen ou module observé à cet endroit durant cette période était de 5,88 m3/s.
La lame d'eau écoulée dans le bassin atteint ainsi 290 millimètres par an.